# Vulgichneumon trifarius
Vulgichneumon trifarius är en stekelart som först beskrevs av Berthoumieu 1892.  Vulgichneumon trifarius ingår i släktet Vulgichneumon och familjen brokparasitsteklar. Inga underarter finns listade i Catalogue of Life.